# Pieterfaurea sinuosa
Pieterfaurea sinuosa is een zachte koraalsoort uit de familie Nidaliidae. De koraalsoort komt uit het geslacht Pieterfaurea. Pieterfaurea sinuosa werd in 2000 voor het eerst wetenschappelijk beschreven door Williams. 